# Подготовительная комиссия ОДВЗЯИ
Подготовительная комиссия ОДВЗЯИ работает в Вене с 19 ноября 1996 года и имеющая задачей построение верификационного режима ОДВЗЯИ. По характеру она является переходной и после вступления Договора в силу и создания ОДВЗЯИ Подготовительная комиссия будет распущена при закрытии первой конференции стран-членов ОДВЗЯИ, как только договор вступит в силу. Соглашение вступит в силу через 180 дней после выполнения условий. На 16 декабря 2020 для их выполнения осталось, чтобы Договор ратифицировали КНР, Северная Корея, Египет, Индия, Иран, Израиль, Пакистан, США.
Комиссия состоит из Пленарного органа и Переходного технического секретариата.
Пленарный орган состоит их Рабочих групп A (бюджетные и административные вопросы), B (изучение вопросов верификации), C (Советует ПК по финансовым, бюджетным и родственным административным вопросам).
Переходный технический секретариат советует ПК в её активности, в исполнении её мандата. Работа разделена по 3 техническим отделам:
- Отделение международной мониторинговой системы
- Отделение международного дата-центра
- Отделение инспекций на местах

Их деятельность поддерживается Отделением правовых и внешних отношений. Секретариат возглавляется техническим секретарём. На 16 декабря 2020 им является Лассина Зербо.